# Château de Rapallo
Le château de Rapallo est un château situé au bord du golfe de Gênes, dans la ville italienne de Rapallo, construit à la deuxième moitié du XVIe siècle.
Il est positionné, contrairement à d'autres châteaux ou forteresses ligures, en face de l'eau sur la promenade Vittorio Veneto.
À l'intérieur se trouve une petite chapelle dédiée à saint Gaétan, construite en 1688 avec une coupole caractéristique avec sa cloche, bien visible à l'extérieur du château.
Le château est classé monument national italien par le ministère des Biens culturels.

## Sources
- (it) Cet article est partiellement ou en totalité issu de l’article de Wikipédia en italien intitulé « Castello di Rapallo » (voir la liste des auteurs).